# Fritz Barzilauskas
Francis Daniel Barzilauskas (* 13. Juni 1920 in Waterbury, Connecticut; † 30. November 1990 in Hamden, Connecticut) war ein US-amerikanischer American-Football-Spieler. Er spielte als Guard in der National Football League (NFL) bei den Boston Yanks, den New York Bulldogs und den New York Giants.

## Spielerlaufbahn
Fritz Barzilauskas studierte nach seinem High-School-Abschluss am College of the Holy Cross. Nachdem die USA in den Zweiten Weltkrieg eingetreten waren, diente er in den United States Army Air Forces als Pilot einer Martin B-26 Marauder. Bei einem Flug über Deutschland wurde er über Sinzig abgeschossen und geriet in deutsche Gefangenschaft. Nach dem Krieg wurde er als Leutnant entlassen und setzte sein Studium an der Yale University fort, wo er für die Yale Bulldogs College Football auf der Position des Guards spielte. Im Jahr 1947 wurde er nach seinem Studienabschluss von den Boston Yanks in der ersten Runde an dritter Stelle gedraftet. Barzilauskas erhielt ein Jahressalär von 9.000 US-Dollar und wurde auch bei den Yanks als Guard eingesetzt, wobei er insbesondere die Aufgabe hatte Runningback Bill Paschal den Weg in die gegnerische Endzone freizublocken. Nach der Saison 1948 stellten die Yanks den Spielbetrieb ein und Barzilauskas wechselte zu den New York Bulldogs, wo er als Guard für den Schutz von Quarterback Bobby Layne verantwortlich war und als Blocker von Running Back Joe Osmanski diente. 1950 wechselte Barzilauskas zu den New York Giants. Er wurde von Trainer Steve Owen aber lediglich in der Saison 1951 eingesetzt. Nach dieser Saison beendete er seine Laufbahn.

## Nach der Laufbahn
Barzilauskas kehrte nach seiner Laufbahn nach Waterbury zurück. Er arbeitete dort als Vize-Präsident bei einem Autohändler und war als Assistenztrainer an der Yale University tätig. Er trainierte dort die Freshman der Offensive Line. Fritz Barzilauskas war verheiratet und hatte fünf Kinder. Sein Neffe Carl Barzilauskas war gleichfalls Footballprofi und spielte unter anderem bei den New York Jets. Nach seinem Tod wurde er auf dem Central Burying Grounds in Hamden beerdigt.